# BrickCon
BrickCon (tidligere kendt som NorthWest BrickCon) er en årlige Lego-festival og udstilling i Nordamerika. Den afholdes for voksne Lego-fans (AFOL) i Seattle, Washington. BrickCon forgik oprindeligt over fire dage, generelt torsdag til søndag, i den første weekend af oktober, men blev siden flyttet til dagene omkring Labor Day (første mandag i september). BrickCon har ingen direkte forbindelse til Lego-firmaet, da den arrangeres privat. Festivalen har to dele; en privat del og en offentlig udstilling. I 2023 der over 500 udstillere og havde over 12.000 besøgende.